# Omorgus asper
Omorgus asper är en skalbaggsart som beskrevs av Leconte 1854. Omorgus asper ingår i släktet Omorgus och familjen knotbaggar. Inga underarter finns listade i Catalogue of Life.

## Bildgalleri

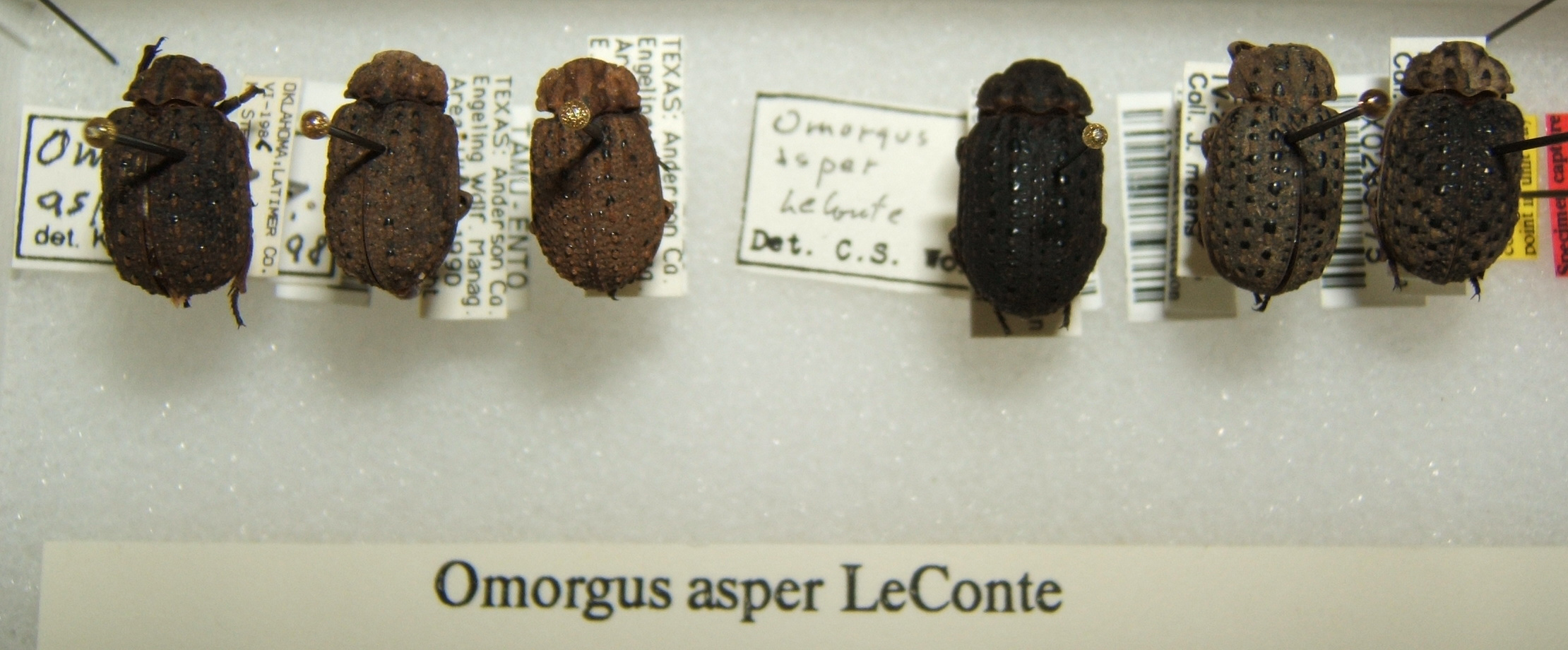